# Peaceville Volume 4
Peaceville Volume 4 er et opsamlingsalbum med forskellige bands der hører under pladeselskabet Peaceville Records. Navnet til denne udgivelse blev taget fra albumtitlen Black Sabbath, Vol 4 af Black Sabbath

## Sporliste
1. Pentagram / Sign of the Wolf (Pentagram) – 3:28
2. Anathema / Lovelorn Rhapsody (Original) – 5:52
3. G.G.F.H. / Room 213 (Mix) – 4:12
4. My Dying Bride / Erotic Literature – 5:18
5. Kong / Stockhouse – 4:32
6. Autopsy / Funereality – 2:55
7. Sonic Violence / Catalepsy (NFI Top Mix) – 4:33
8. Darkthrone / A Blaze in the Northern Sky – 5:04
9. Paradise Lost / Gothic (Mix) – 5:20
10. Baphomet / Leave the Flesh (Original) – 3:06
11. Acrostichon / Relics – 5:41
12. Impaler / Astral Corpse – 5:37
13. The Gathering / In Sickness and Health – 7:08
14. Vital Remains / Malevolent Invocation – 4:18
15. Traumatic Voyage / Godless – 5:14
16. At the Gates / Kingdom Gone – 4:59